# اندره موکند
اندره موکند (انگلیسی: André Moccand؛ زادهٔ ۲۵ ژانویهٔ ۱۹۳۱) اهل سوئیس است.